# Chichester River
Der Chichester River ist ein Fluss im Osten des australischen Bundesstaates New South Wales.
Er entspringt unterhalb des Mount McKenzie im Barrington-Tops-Nationalpark. Von dort fließt er nach Südosten und mündet bei Bandon Grove in den Williams River.
Auf 184 m Seehöhe durchfließt der Chichester River den Chichester-Stausee, der zur Trinkwasserversorgung der größeren Städte im unteren Hunter Valley angelegt wurde. Dort mündet auch der Wangat River ein.